# Karl Schranz
Karl Schranz, avstrijski alpski smučar, * 18. november 1938, St. Anton, Avstrija.
Schranz je v svoji karieri nastopil na zimskih olimpijskih igrah v letih 1960 v Squaw Valleyju, 1964 v Innsbrucku in 1968 v Grenoblu. Največji uspeh je dosegel na igrah leta 1964, ko je osvojil srebrno medaljo v veleslalomu. Na svetovnih prvenstvih je osvojil naslove prvaka v letih 1962 v smuku in kombinaciji ter leta 1970 v veleslalomu, srebrno medaljo leta 1956 in bronasto leta 1966, obakrat v veleslalomu. V svetovnem pokalu je osvojil dva velika kristalna globusa za zmago v skupnem seštevku v sezonah 1968/69 in 1969/70. V sezoni 1968/69 je osvojil tudi mala kristalna globusa za zmago v seštevku veleslaloma in smuka, v sezoni 1969/70 pa veleslaloma. V svetovnem pokalu je dosegel 23 uvrstitev na stopničke in dvanajst zmag, osem v smuku in štiri v veleslalomu.

## Svetovni pokal

### Skupni seštevek
| Sezona  | Starost | Skupno | Slalom | Veleslalom | Smuk |
| ------- | ------- | ------ | ------ | ---------- | ---- |
| 1967    | 28      | 7      | 7      | 8          | 13   |
| 1968    | 29      | 8      | 20     | 11         | 3    |
| 1968/69 | 30      | 1      | 9      | 1          | 1    |
| 1969/70 | 31      | 1      | 13     | 4          | 1    |
| 1970/71 | 32      | 11     | —      | 12         | 8    |
| 1971/72 | 33      | 8      | —      | —          | 2    |

### Posamične zmage
| Sezona  | Datum             | Prizorišče    | Disciplina |
| ------- | ----------------- | ------------- | ---------- |
| 1968/69 | 12. december 1968 | Val-d'Isère   | Veleslalom |
| 1968/69 | 11. januar 1969   | Wengen        | Smuk       |
| 1968/69 | 18. januar 1969   | Kitzbühel     | Smuk       |
| 1968/69 | 1. februar 1969   | St. Anton     | Smuk       |
| 1968/69 | 15. marec 1969    | Mont St. Anne | Veleslalom |
| 1969/70 | 5. januar 1970    | Adelboden     | Veleslalom |
| 1969/70 | 23. januar 1970   | Megève        | Smuk       |
| 1969/70 | 1. februar 1970   | Garmisch      | Smuk       |
| 1969/70 | 10. februar 1970  | Val Gardena   | Veleslalom |
| 1971/72 | 12. december 1971 | Val-d'Isère   | Smuk       |
| 1971/72 | 14. januar 1972   | Kitzbühel     | Smuk       |
| 1971/72 | 15. januar 1972   | Kitzbühel     | Smuk       |